# USS Lyndon B. Johnson (DDG-1002)
USS Lyndon B. Johnson (DDG-1002) – amerykański niszczyciel wielozadaniowy typu Zumwalt, przystosowany do prowadzenia walki przybrzeżnej i projekcji siły na ląd. Kontrakt na budowę okrętu podpisano 15 września 2011 roku ze stocznią Bath Iron Works. Jego patronem jest były prezydent Stanów Zjednoczonych Lyndon B. Johnson. Stępkę pod jednostkę położono w styczniu 2017 roku, zaś okręt zwodowano 9 grudnia 2018 roku. Okręt znajduje się w budowie oraz w fazie wyposażania.